# جون هاموند (مدرب خيول)
جون هاموند (بالفرنسية: John Hammond)‏ هو مدرب خيول فرنسي، ولد في 27 يونيو 1960.